# Caudron CR.714

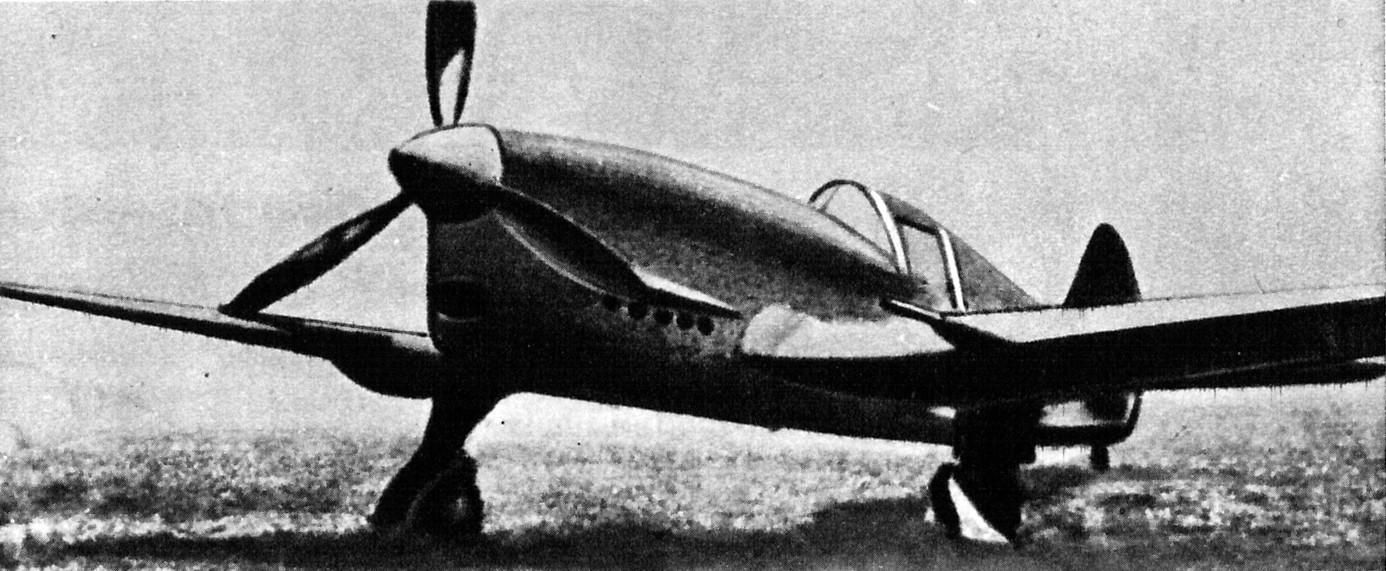
Caudron C.713

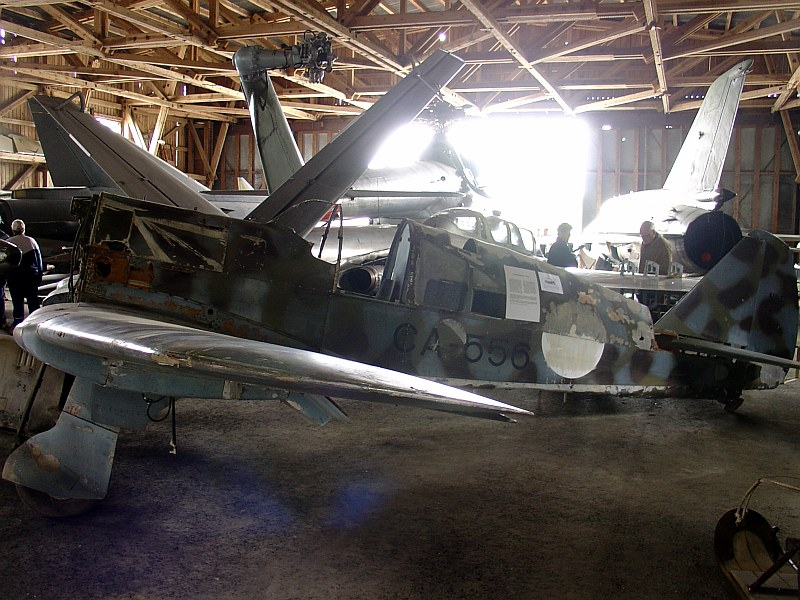
Eine unvollständig erhaltene Maschine vom Typ Caudron CR.714

Die Caudron CR.714 (bzw. Caudron-Renault CR.714) war ein französisches einmotoriges, einsitziges Jagdflugzeug aus dem Jahre 1938. Das Flugzeug trug auch den Beinamen „Cyclone“.

## Geschichte
Im Jahre 1934 erging vom Technischen Dienst der französischen Luftstreitkräfte die Spezifikation „C1“ für ein leichtes Jagdflugzeug, das in den Jagdstaffeln der Armée de l’air die veraltenden Maschinen vom Typ Dewoitine D.510 und ihre Vorgängermuster ersetzen sollte. Konstruktionen, die möglichst geringe Mengen an strategisch wichtigen Rohstoffen erforderten, sollte dabei der Vorzug gegeben werden.
Die Firma Caudron, die damals recht erfolgreich im Bereich von schnellen Transport- und Schulflugzeugen war, konstruierte für diese Spezifikation auf der Basis des Jagd-Trainers Caudron C.690 einen Prototyp unter der Bezeichnung Caudron CR.710, der am 18. Juli 1934 zum Erstflug abhob. Bald folgte ein zweiter Prototyp. Die CR.710 hatte noch ein festes Fahrwerk und war mit zwei 20-mm-Kanonen stark bewaffnet. Es wurde vorwiegend Birkenholz als Baumaterial verwendet, das nur stellenweise durch Magnesiumlegierungen ergänzt wurde. Der Antrieb bestand aus einem 450 PS leistenden V-12-Motor Renault 12R03. Die Grundidee war, einen Typ zu konstruieren, für den nicht auf wichtige Rohstoffe und Motoren zurückgegriffen werden musste. Es zeigte sich allerdings während der Flugerprobung, dass Antrieb und Konstruktion nicht optimal aufeinander abgestimmt waren, so dass der Entwurf überarbeitet wurde.
Das Nachfolgemodell mit der Bezeichnung Caudron CR.713 erhielt ein neues Heck und ein einziehbares Fahrwerk, das die aerodynamischen Eigenschaften verbesserte. Der entsprechende Prototyp flog erstmals im Dezember 1937. Da die Armée de l’air an dem Typ zunächst kein Interesse zeigte, wurde er im Ausland beworben, unter anderem in der Sowjetunion, die schließlich drei Exemplare erwarb. Gleichzeitig wurde die Konstruktion nochmals unter aerodynamischen Aspekten überarbeitet, was vor allem die Antriebspartie und das Heck betraf. Zudem wurde der Zweiblatt-Propeller durch eine Dreiblattausführung vom Typ Ratier ersetzt. Der neue Prototyp mit der Bezeichnung Caudron CR.714 hob am 6. Juli 1938 erstmals ab, durchlief einige Tests und wurde im Oktober mit vier 7,5-mm-Maschinengewehren ausgerüstet. Nun erkannte auch der Technische Dienst der Armée de l’air, die auf Grund der Produktionsverzögerungen bei den anderen Typen dringend Jagdflugzeuge jeglicher Art benötigte, die Vorteile der Konstruktion, die ohne für andere Konstruktionen verwendete und daher knappe Motoren und Rohstoffe auskam, und bestellte schließlich 200 Exemplare.
Die Serienproduktion begann im Sommer 1939, verzögerte sich aber durch Probleme mit dem Renault-Motor. Zudem zeigten sich schon bei den ersten Serienmaschinen Probleme der Konstruktion. Die CR.714 hatte mit voller Ausrüstung große Schwierigkeiten, schnell genug Höhe zu gewinnen, zudem wurde die aus vier 7,5-mm-MGs bestehende Bewaffnung als zu schwach angesehen. Daher kappte die Armée de l’air nach der Fertigstellung des 90. Exemplars ihren Auftrag und gab der mehr versprechenden Arsenal VG-33 den Vorrang. Die erworbenen Flugzeuge wurden für untauglich erklärt und sollten schließlich veräußert werden. Tatsächlich gelang es schon bald, etwa 50 Maschinen Finnland zukommen zu lassen. Fünf Stück wurden vor dem Ende der Schlacht um Frankreich dorthin geliefert, kamen allerdings niemals zum Einsatz, weil dies unter finnischen Bedingungen für zu gefährlich gehalten wurde.

## Einsatz
Über die Verwendung der in Frankreich verbliebenen CR.714 war man sich noch unklar. Zunächst wurden die lediglich neun Maschinen, die bis zum März 1940 an die Armée de l’air ausgeliefert worden waren, beim Depit d’Instruction de l’Aviation Polonaise (DIAP) zur Ausbildung polnischer Piloten verwendet, die nach dem deutschen Überfall auf Polen den Weg in den Westen gefunden hatten. Es war ursprünglich geplant, eine aus polnischen Piloten bestehende spezielle Expeditions-Staffel auszurüsten und sie nach Finnland zu schicken. Dort sollte die Einheit gegen die Aggression der Sowjetunion eingesetzt werden. Von diesen Überlegungen wurde jedoch Abstand genommen und stattdessen eine mit CR.714 ausgerüstete polnische Staffel auf französischem Boden gebildet. Die Einheit wurde als Groupe de Chasse I/145 „Warszawski“ (GC I/145) am 2. Mai 1940 ins Leben gerufen und erhielt zunächst den Auftrag, Lyon zu verteidigen, bevor sie nach nur wenigen Tagen nach Villacoublay in der Nähe von Paris verlegt wurde, um das untere Tal der Seine vor Angriffen der Deutschen zu schützen. Der Standort hatte den Vorteil, in der Nähe der Caudron-Werke zu liegen.
Zu Beginn der Kampfhandlungen im Westen verfügte die GC I/145 offiziell über 35 CR.714, von denen allerdings nur 18 einsatzfähig waren. Die polnischen Piloten hatten in diesen Maschinen kein leichtes Spiel gegen die Luftwaffe. Zu den bereits bekannten Problemen mit der Steigrate und Bewaffnung kamen noch Kinderkrankheiten des Renault-Motors, der bei voller Auslastung im Kampf dazu tendierte, auseinanderzubersten, sowie die Tatsache, dass es nur wenig Bodenpersonal gab, das Erfahrungen mit dem Flugzeug oder ähnlichen Mustern gesammelt hatte. Die Staffel sollte daher schnellstmöglich auf den zuverlässigeren Typ Bloch MB.152 umgerüstet werden, was aber vor dem Ende der Schlacht um Frankreich nicht mehr geschah.
Trotz ihrer brüchigen Ausrüstung verhalfen die Polen der Caudron CR.714 durch ihren Kampfgeist zu einem gewissen Ruhm. Bei vier eigenen Verlusten gelangen der Staffel während der Kampfhandlungen zwölf sichere (vier Dornier Do 17, drei Messerschmitt Bf 109 und fünf Bf 110) und zwei wahrscheinliche Luftsiege. Am 11. Juni 1940, als der Krieg in Frankreich schon entschieden war, flohen die Überlebenden zusammen mit weiteren polnischen Piloten nach England, um wenig später in der Luftschlacht um England wieder zum Einsatz zu kommen.
Die verbleibenden etwa 15 CR.714, die nicht nach Finnland oder an die GC I/145 geliefert worden waren, verblieben bis zum Ende der Schlacht um Frankreich bei den Trainingseinheiten der „DIAP“ (s. o.).

## Weiterentwicklung
Auf der Basis der CR.714-Konstruktion wurde bei Caudron noch drei weitere Varianten der Konstruktion entwickelt. Von allen drei wurden Prototypen hergestellt und getestet.
Die CR.715 war im Wesentlichen eine CR.714 mit einem in Lizenz gebauten italienischen Motor Isotta Fraschini Delta RC-40, der den Renault-Motor um ganze 300 PS übertraf.
Es stellte sich schnell heraus, dass die hölzerne Konstruktion den auftretenden Kräften nicht gewachsen war; so wurde unter der Bezeichnung CR.760 ein neuer Prototyp gebaut, der nunmehr einen Rumpf in Duraluminium-Vollbauweise erhielt. Die Bewaffnung wurde auf sechs 7,5-mm-MGs verstärkt. Bei den ersten Tests im April 1940 gab sich die neue Variante erheblich vielversprechender als die CR.714. Sie war leicht zu steuern und hatte ein gutes Verhältnis von Gewicht zu Leistung. Bevor weitere Schritte eingeleitet werden konnten, fiel der Prototyp den deutschen Besatzern in die Hände und wurde anschließend als Zieldrohne verwendet.
Der zweite Prototyp der Variante CR.715 wurde mit einem luftgekühlten Motor Renault 626 mit Turbolader ausgerüstet und erhielt ein überarbeitetes Flugwerk. Er flog als CR.770 erstmals im November 1939. Schon beim Erstflug kam es zu einer ernsthaften Motorhavarie, die zu einem Totalausfall führte. Obwohl dem Testpiloten unversehrt eine Notlandung gelang, wurde das Projekt zugunsten der CR.760 aufgegeben. Die CR.770 wurde beim Herannahen der deutschen Truppen in Guyancourt zerstört.

## Einsatzländer
- Frankreich
- Polen (polnische Armee im Exil)
- Finnland (kein Kampfeinsatz dokumentiert)

## Technische Daten

Dreiseitenriss

| Kenngröße             | Daten der CR.714 C1                                    |
| --------------------- | ------------------------------------------------------ |
| Besatzung             | 1                                                      |
| Länge                 | 8,63 m                                                 |
| Spannweite            | 8,96 m                                                 |
| Flügelfläche          | 12,50 m²                                               |
| Flügelstreckung       | 6,4                                                    |
| Höhe                  | 2,87 m                                                 |
| Leermasse             | 1400 kg                                                |
| Startmasse            | 1755 kg                                                |
| Höchstgeschwindigkeit | 485 km/h in 4000 m                                     |
| Dienstgipfelhöhe      | 9200 m                                                 |
| Steigrate             | 413 m/min                                              |
| Reichweite            | 900 km                                                 |
| Antrieb               | 1 × V-12-Motor Renault 12R03 „Rol“ mit 450 PS (331 kW) |
| Bewaffnung            | 4 × 7,5-mm-Maschinengewehre MAC M39 mit je 300 Schuss  |